# Club de Fútbol Barcelona 1973-1974
Questa voce raccoglie le informazioni riguardanti il Futbol Club Barcelona nelle competizioni ufficiali della stagione 1973-1974.

## Rosa
| N. |                   | Ruolo | Calciatore          |
| -- | ----------------- | ----- | ------------------- |
|    | Spagna (bandiera) | P     | Salvador Sadurní    |
|    | Spagna (bandiera) | P     | Pere Valentí Mora   |
|    | Spagna (bandiera) | P     | Joan Capó Coll      |
|    | Spagna (bandiera) | D     | Antonio de la Cruz  |
|    | Spagna (bandiera) | D     | Joaquim Rifé        |
|    | Spagna (bandiera) | D     | Quique Costas       |
|    | Spagna (bandiera) | D     | Antoni Torres       |
|    | Spagna (bandiera) | D     | Gallego             |
|    | Spagna (bandiera) | D     | Manuel Tomé Portela |
|    | Spagna (bandiera) | D     | José María Laredo   |
|    | Spagna (bandiera) | D     | Migueli             |
|    | Spagna (bandiera) | C     | Juan Manuel Asensi  |

| N. |                        | Ruolo | Calciatore                   |
| -- | ---------------------- | ----- | ---------------------------- |
|    | Spagna (bandiera)      | C     | Juan Carlos Pérez López      |
|    | Spagna (bandiera)      | C     | Marcial                      |
|    | Spagna (bandiera)      | C     | Jorge Carreño Padilla        |
|    | Spagna (bandiera)      | C     | Narcís Martí Filosia         |
|    | Perù (bandiera)        | A     | Hugo Sotil                   |
|    | Paesi Bassi (bandiera) | A     | Johan Cruijff                |
|    | Spagna (bandiera)      | A     | Carles Rexach                |
|    | Spagna (bandiera)      | A     | Juanito                      |
|    | Argentina (bandiera)   | A     | Bernardo Cos                 |
|    | Spagna (bandiera)      | A     | José Antonio Barrios Olivero |
|    | Spagna (bandiera)      | A     | Josep Maria Pérez Boixaderas |
|    | Perù (bandiera)        | A     | Pedro Aicart                 |

## Risultati

### Coppa del Generalísimo
| Arbitro: | Antonio Sánchez Ríos |

|                                                 |           |  |
| Santillana 5’ Rubiñán 46’ Aguilar 50’ Pirri 83’ | Marcatori |  |

### Coppa UEFA
| Arbitro: | Lo Bello |

|                              |           |  |
| van Dijk 4’ Molitor 66’, 79’ | Marcatori |  |

| Arbitro: | Delcourt |

|                       |           |  |
| Sotil 21’ Juanito 62’ | Marcatori |  |

## Statistiche

### Statistiche dei giocatori
| Giocatore     | Primera División 1973-1974 | Primera División 1973-1974 | Primera División 1973-1974 | Primera División 1973-1974 | Coppa UEFA 1973-1974 | Coppa UEFA 1973-1974 | Coppa UEFA 1973-1974 | Coppa UEFA 1973-1974 | Coppa del Generalissimo 1973-1974 | Coppa del Generalissimo 1973-1974 | Coppa del Generalissimo 1973-1974 | Coppa del Generalissimo 1973-1974 | Totale   | Totale | Totale      | Totale     |
| Giocatore     | Presenze                   | Reti                       | Ammonizioni                | Espulsioni                 | Presenze             | Reti                 | Ammonizioni          | Espulsioni           | Presenze                          | Reti                              | Ammonizioni                       | Espulsioni                        | Presenze | Reti   | Ammonizioni | Espulsioni |
| ------------- | -------------------------- | -------------------------- | -------------------------- | -------------------------- | -------------------- | -------------------- | -------------------- | -------------------- | --------------------------------- | --------------------------------- | --------------------------------- | --------------------------------- | -------- | ------ | ----------- | ---------- |
| S. Sadurni    | 30                         | -22                        | ?                          | ?                          | 2                    | -3                   | ?                    | ?                    | 7                                 | -10                               | 0                                 | 0                                 | 39       | -35    | 0+          | 0+         |
| J. Rifé       | 32                         | 0                          | ?                          | ?                          | 1                    | 0                    | ?                    | ?                    | 7                                 | 0                                 | 0                                 | 0                                 | 40       | 0      | 0+          | 0+         |
| A. Torres     | 31                         | 0                          | ?                          | ?                          | 2                    | 0                    | ?                    | ?                    | 5                                 | 0                                 | 0                                 | 0                                 | 38       | 0      | 0+          | 0+         |
| A. de la Cruz | 34                         | 2                          | ?                          | ?                          | 2                    | 0                    | ?                    | ?                    | 7                                 | 0                                 | 0                                 | 0                                 | 43       | 2      | 0+          | 0+         |
| Q. Costas     | 31                         | 0                          | ?                          | ?                          | 2                    | 0                    | ?                    | ?                    | 6                                 | 0                                 | 0                                 | 0                                 | 39       | 0      | 0+          | 0+         |
| J. Carlos     | 34                         | 6                          | ?                          | ?                          | 2                    | 0                    | ?                    | ?                    | 7                                 | 20                                | 0                                 | 0                                 | 43       | 26     | 0+          | 0+         |
| M. Pina       | 32                         | 17                         | ?                          | ?                          | 2                    | 0                    | ?                    | ?                    | 7                                 | 0                                 | 0                                 | 0                                 | 41       | 17     | 0+          | 0+         |
| J. Asensi     | 34                         | 11                         | ?                          | ?                          | 2                    | 0                    | ?                    | ?                    | 7                                 | 3                                 | 0                                 | 0                                 | 43       | 14     | 0+          | 0+         |
| C. Rexach     | 28                         | 9                          | ?                          | ?                          | 0                    | 0                    | ?                    | ?                    | 7                                 | 0                                 | 0                                 | 0                                 | 35       | 9      | 0+          | 0+         |
| H. Sottil     | 34                         | 11                         | ?                          | ?                          | 2                    | 1                    | ?                    | ?                    | 0                                 | 0                                 | 0                                 | 0                                 | 36       | 12     | 0+          | 0+         |
| J. Cruijff    | 26                         | 16                         | ?                          | ?                          | 0                    | 0                    | ?                    | ?                    | 0                                 | 0                                 | 0                                 | 0                                 | 26       | 16     | 0+          | 0+         |
| P. Mora       | 4                          | -2                         | ?                          | ?                          | 0                    | -0                   | ?                    | ?                    | 0                                 | -0                                | 0                                 | 0                                 | 4        | -2     | 0+          | 0+         |
| Gallego       | 22                         | 2                          | ?                          | ?                          | 2                    | 0                    | ?                    | ?                    | 7                                 | 0                                 | 0                                 | 0                                 | 31       | 2      | 0+          | 0+         |
| Juanito       | 17                         | 1                          | ?                          | ?                          | 2                    | 1                    | ?                    | ?                    | 3                                 | 1                                 | 0                                 | 0                                 | 22       | 3      | 0+          | 0+         |
| B. Cos        | 4                          | 0                          | ?                          | ?                          | 1                    | 0                    | ?                    | ?                    | 0                                 | 0                                 | 0                                 | 0                                 | 5        | 0      | 0+          | 0+         |
| Migueli       | 1                          | 0                          | ?                          | ?                          | 0                    | 0                    | ?                    | ?                    | 0                                 | 0                                 | 0                                 | 0                                 | 1        | 0      | 0+          | 0+         |
| J. Laredo     | 2                          | 0                          | ?                          | ?                          | 0                    | 0                    | ?                    | ?                    | 0                                 | 0                                 | 0                                 | 0                                 | 2        | 0      | 0+          | 0+         |
| M Tomé        | 9                          | 0                          | ?                          | ?                          | 0                    | 0                    | 0                    | 0                    | 1+2                               | 0                                 | 0                                 | 0                                 | 12       | 0      | 0+          | 0+         |
| N. Filosia    | 1                          | 0                          | ?                          | ?                          | 1                    | 0                    | ?                    | ?                    | 2                                 | 0                                 | 0                                 | 0                                 | 4        | 0      | 0+          | 0+         |
| J. Carreño    | 3                          | 0                          | ?                          | ?                          | 1                    | 0                    | ?                    | ?                    | 1                                 | 0                                 | 0                                 | 0                                 | 5        | 0      | 0+          | 0+         |
| J. Pérez      | 1                          | 0                          | ?                          | ?                          | 0                    | 0                    | ?                    | ?                    | 0                                 | 0                                 | 0                                 | 0                                 | 1        | 0      | 0+          | 0+         |
| M. Clares     | 0                          | 0                          | ?                          | ?                          | 0                    | 0                    | ?                    | ?                    | 7                                 | 5                                 | 0                                 | 0                                 | 7        | 5      | 0+          | 0+         |
| J. Barrios    | 3                          | 0                          | ?                          | ?                          | 1                    | 0                    | ?                    | ?                    | 0                                 | 0                                 | 0                                 | 0                                 | 4        | 0      | 0+          | 0+         |